# باب الیوت
باب‌الیوت (انگلیسی: Bob Elliott؛ ۲۶ مارس ۱۹۲۳ – ۲ فوریهٔ ۲۰۱۶) یک هنرپیشه، و کمدین اهل ایالات متحده آمریکا بود. وی بین سال‌های ۱۹۵۱ تا ۲۰۰۸ میلادی فعالیت می‌کرد.

از فیلم‌ها یا برنامه‌های تلویزیونی که وی در آن نقش داشته است می‌توان به نویسنده! نویسنده!، پسر ملوان، تغییر سریع و بین زمان و تیمبوکتو اشاره کرد.